# عبد العزيز النصار (ممثل)
عبد العزيز النصار (11 ديسمبر 1990 -)، ممثل كويتي. 

## عن حياته
ممثل من الكويت، خريج المعهد العالي للفنون المسرحية، قسم تمثيل وإخراج، شارك في العديد من المسرحيات الأكاديمية وحصل من خلالها عدة جوائز في التمثيل والإخراج، وبدايته الفعلية عندما شارك في مسرحية (عودة التجنيد)، ومن بعدها تميز في قروب البلام. خاله هو المخرج غافل فاضل، ابنة خالته هو الفنان عبدالعزيز لويس

## أعماله الفنية

### في التلفزيون
- 2014: يوميات بو رعد. الجزء الثاني عام 2015.
- 2014: لمحات.
- 2014: مسكنك يوفي.
- 2015: حارش ووارش.
- 2015: بنات الروضة.
- 2015: الفصلة.
- 2016: سناب آت.
- 2016: المسافات.
- 2017: دموع الأفاعي.
- 2017: خيوط الحرير.
- 2017: سيل وهيل.
- 2018: كبروها.
- 2018: برودكاست.
- 2018: البطران.
- 2018: بلوك غشمرة.
- 2018: حبيبي حياتي.
- 2019 : حدود الشر.
- 2020 :  السجن
- 2021 :  مواطن ملعون أبو خيري
- 2021 : شليوي ناش
- 2021 : نبض مؤقت
- 2021 : ستوديو 21
- 2024 منت رايق

### المسرح
- 2011: مدرسة الديكتاتور.
- 2012: الاختراع العجيب.
- 2012: المايسترو.
- 2012: الحفار.
- 2013: حنظلكم واحد.
- 2013: عالم فن رن.
- 2014: عيون الغابة.
- 2014: عودة التجنيد.
- 2014: الياخور.
- 2015: حكاية سنفور.
- 2015: مر يا حلو.
- 2015: كشتة.
- 2016: ينانوة جليعة.
- 2016: عطسة.
- 2016: المومياء.
- 2016: فهود والمصباح المفقود.
- 2016: الحكم لكم.
- 2017: جامعة وادرين.
- 2017: عطالي بطالي.
- 2017: مبروك ما ياكم.
- 2018: آخر رجل بالعالم.
- 2018: المافيا.
- 2018: العظماء السبعة.
- 2019 : ليلة زفته

### السينما
- 2016: عتيج.

- .2020: مسج